# Mięsień czworoboczny podeszwy

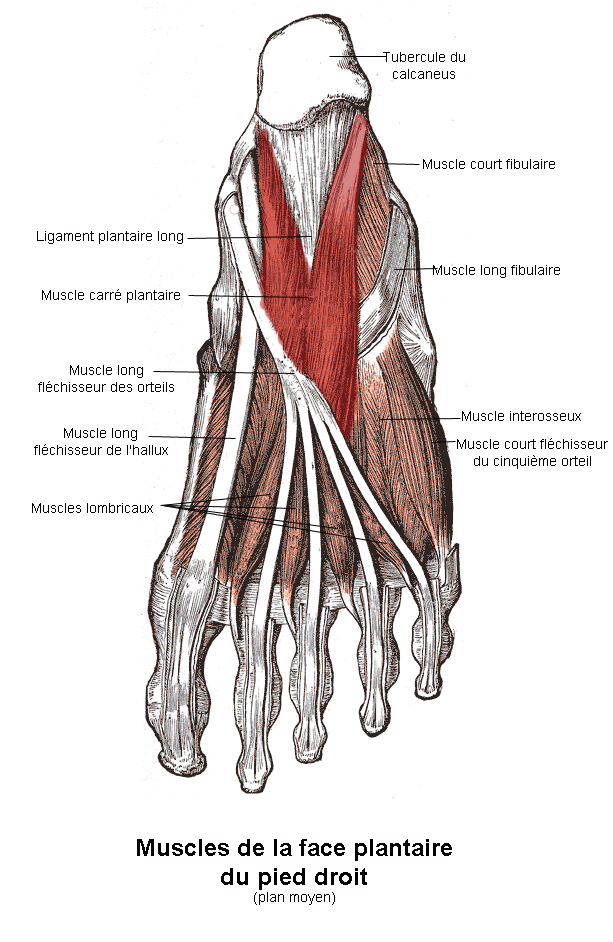
Mięsień czworoboczny podeszwy oznaczony na czerwono

Mięsień czworoboczny podeszwy (łac. musculus quadratus plantae) – w anatomii człowieka czworokątny, płaski mięsień stopy należący do mięśni wyniosłości pośredniej, leżący w warstwie drugiej mięśni podeszwy, pod mięśniem zginaczem krótkim palców. Rozpoczyna się dwiema głowami, z których jedna przyczepia się na przyśrodkowej powierzchni kości piętowej, a druga na wyrostku bocznym guza piętowego. Obie głowy kończą się wspólnie na bocznym brzegu ścięgna mięśnia zginacza długiego palców, w okolicy jego podziału na cztery odnogi.
Unaczyniony jest przez tętnicę podeszwową boczną, a unerwiony przez nerw podeszwowy boczny (S1–2).
Mięsień ten współpracuje z mięśniem zginaczem długim palców w zginaniu palców II–V poprzez wachlarzowate rozstawianie czterech odnóg jego ścięgna, regulując w ten sposób kierunek ich pociągania. Poza tym wzmacnia sklepienie stopy.